# آلمینس
آلمینس (به اسپانیایی: Almoines) یک شهرستان در اسپانیا است که در Safor واقع شده‌است.

## خصوصیات
آلمینس ۲٫۱ کیلومترمربع مساحت و ۲٬۳۳۹ نفر جمعیت دارد و ۳۴ متر بالاتر از سطح دریا واقع شده‌است.